# Lissemys
Lissemys är ett släkte av sköldpaddor. Lissemys ingår i familjen lädersköldpaddor. Arten beskrevs av den brittiske herpetologen Malcolm Arthur Smith 1931.

## ArterenligtCatalogue of Life[1]
- Lissemys punctata
- Lissemys scutata